# 高橋幸子 (バレーボール)
高橋 幸子（たかはし さちこ、1975年9月3日 - ）は、日本の元女子バレーボール選手。

## 来歴
広島県広島市出身。母親や実姉の影響で小学3年よりバレーボールを始める。安田女子高等学校在学時には、インターハイや春高バレーなどで活躍し、1994年にプレミアリーグのダイエーに入部。同年、全日本ジュニア代表としてアジアジュニア選手権準優勝に貢献した。愛称の「スイ」は、漢字の「粋」から採られたもの。
2002年、初めて制定されたVリーグのベストリベロ賞に輝いた。

## 所属チーム
- 市立原南小
- 市立祇園東中
- 安田女子高等学校
- ダイエー/オレンジアタッカーズ/久光製薬スプリングアタッカーズ（1994-2002年）

## 受賞歴
- 2001年 - 第7回Vリーグ レシーブ賞
- 2002年 - 第8回Vリーグ ベストリベロ賞